# کونینگ‌بوس
کونینگ‌بوس (به هلندی: Koningsbosch) یک منطقهٔ مسکونی در هلند است که در Echt-Susteren واقع شده‌است. کونینگ‌بوس ۱٬۶۹۶ نفر جمعیت دارد.